# Mineral Hills
Mineral Hills é uma vila localizada no estado americano de Michigan, no Condado de Iron.

## Demografia
Segundo o censo americano de 2000, a sua população era de 214 habitantes.

## Geografia
De acordo com o United States Census Bureau tem uma área de
3,8 km², dos quais 3,8 km² cobertos por terra e 0,0 km² cobertos por água.

## Localidades na vizinhança
O diagrama seguinte representa as localidades num raio de 24 km ao redor de Mineral Hills.